# Sloka mišica
Sloka mišica (latinsko musculus gracilis) je dvosklepna mišica stegna. Izvira iz sprednje spodnje veje sramnice ter se pripenja na stegnenico pod narastišče krojaške mišice. Skupaj z krojaško in polkitasto mišico tvorijo gosjo nožico (pes anserinus).
Njena funkcija je primikanje v kolčnem sklepu, fleksija v kolenskem sklepu. Sodeluje pri krčenju in zunanji rotaciji končnega sklepa. Pri pokrčenemu kolenu sodeluje pri notranji rotaciji goleni.
Oživčuje jo obturatorni živec (L2 do L4).